# Idalia Anreus
Idalia Anreus, född 1932 i Havanna, Kuba, död 1998 i New York, var en kubansk skådespelare.

## Filmografi (i urval)
- 1967 - Tulipa
- 1973 - Ustedes tienen la palabra
- 1983 - El Señor presidente